# Cantone di Savigné-l'Évêque
Il Cantone di Savigné-l'Évêque è una divisione amministrativa degli arrondissment di Mamers e di Le Mans.
È stato istituito a seguito della riforma dei cantoni del 2014, che è entrata in vigore con le elezioni dipartimentali del 2015.

## Composizione
Comprende i comuni di:
- Ardenay-sur-Mérize
- Le Breil-sur-Mérize
- Connerré
- Fatines
- Lombron
- Nuillé-le-Jalais
- Montfort-le-Gesnois
- Saint-Célerin
- Saint-Corneille
- Saint-Mars-la-Brière
- Savigné-l'Évêque
- Sillé-le-Philippe
- Soulitré
- Surfonds
- Torcé-en-Vallée